# 島津歳久
島津 歳久（しまづ としひさ）は、戦国時代の武将。島津貴久の三男で、島津義久、島津義弘の弟。日置島津家の祖にあたる。

## 生涯

### 略歴
祖父の忠良（日新斎）から「始終の利害を察するの智計並びなく」という評価をされ、若年より父の貴久や兄の義久、義弘を助けて数々の合戦で活躍した。
その初陣は、天文23年（1554年）、歳久が17歳の時の祁答院良重が拠る大隅岩剣城における合戦で、同母兄の義久、義弘もこの合戦で初陣を果たす。岩剣城は三方を断崖に囲まれた天然の要塞で、戦いは激戦となるも、ついに落城。良重主従は、岩剣城を捨てて本拠のあった祁答院地方（現在のさつま町の大部分と薩摩川内市の一部）へ退くこととなる。
しかしその1年後の大隅蒲生北村城の合戦においては島津勢は敗北を喫し、義久・義弘兄弟は戦場より辛くも脱出し、歳久も敵中に孤立する中、重傷を負いながらも脱出した。歳久22歳のとき、蒲生本城落城によって蒲生合戦は終了している。
永禄5年（1562年）、島津氏・北郷氏・相良氏の三氏は、伊東氏により家督と領地を簒奪された北原氏の再興に助力するのだが、歳久は北原氏への恭順に応じない北原旧臣北原兼正討伐の総大将に任じられ、その居城である横川城を攻め落とした。その後、歳久は永禄6年（1563年）から吉田城（松尾城）の城主を命じられ、現在の鹿児島市吉田、佐多浦、本城、本名、宮之浦の統治を任され、44歳になるまでの18年間を吉田城主として過ごした。
この間にかつて姶良地方を追われ祁答院地方の虎居城（現・宮之城屋地）に拠った祁答院良重は、なお入来院氏、東郷氏らの渋谷一族と結んで強勢を保ったが、永禄9年（1566年）の正月に、妻（島津実久の娘）によって暗殺され、祁答院氏の勢力は急速に衰退。元亀元年（1570年）、ついに入来院氏、東郷氏などの渋谷一族はこぞって帰順し、ここに島津氏は鎌倉時代以来強勢を誇った渋谷一族の拠点である祁答院地方を平定した。この平定された祁答院領には後に歳久が入る事になる。
天正3年（1575年）には先行した弟の家久に引き続いて、歌道の伝習のために上洛。ただ歌道伝習は名目的なものであり、実際は情報収集と織田信長とのパイプを強化することが最大の目的であった。
天正5年（1577年）、日向の伊東義祐が島津勢の侵略により豊後国に一時的に退去すると、伊東氏一族の娘であった梅を梅君ヶ城に連れ帰る。梅は歳久の側室となり、後に伊集院久洪室を産む。歳久には、児島備中守女との間の長女(婿養子の島津忠隣室)と、この梅との間の次女しか子供は居ない。しかも、二人の室は、ともに連れ子ありの再婚である上、身分が正室にしては低すぎるとの事から、歳久は側室のみで、正室はいないとの見方がある。
天正8年（1580年）、先に平定された祁答院十二郷（現在のさつま町の佐志、湯田、時吉、虎居、平川、船木、久富木、鶴田、紫尾、柏原、求名、中津川）1万8千石を加増され、虎居城に入った。歳久はこの地をよく治めながら、三州統一や九州制圧において重要な役割を果して行く。その後は56歳で死去する12年間をこの祁答院虎居城（現在のさつま町宮之城）を本領として過ごしたため、歳久直属軍は祁答院衆（宮之城衆）と呼ばれた。後に歳久自害の報にこの祁答院衆を中心に3000が虎居城に立て籠もったりと、君臣間の信頼が厚かったとされる。

### 九州征伐
豊臣秀吉の九州征伐の際、家中が抗戦へ傾く中で秀吉を「農民から体一つで身を興したからには只者ではない」と評価して、四兄弟中ただ一人上方との和平を唱えたという。しかし評議の場で和睦案は一蹴され、島津氏は秀吉と戦うことになる。
一方で家中が和睦に傾いた時に、歳久は、「和睦には時勢があり、今、このまま降伏すべきではない。」と兄弟で唯一抗戦を主張。義久・義弘の二兄が秀吉に降伏した後も最後まで徹底的に抵抗。秀吉が川内の泰平寺から大口に陣を移す途中に位置する歳久の祁答院領の西端の山崎にて、家臣を使いにやり、巧みに秀吉軍を険相な路に案内し、秀吉の駕籠に矢を六本射かけさせた。予め襲撃に備えた秀吉の駕籠は空駕籠にしていた為、秀吉は難を逃れたが、矢を射かけたのは歳久の家臣の本田四郎左衛門であった。

### 秀吉の征討

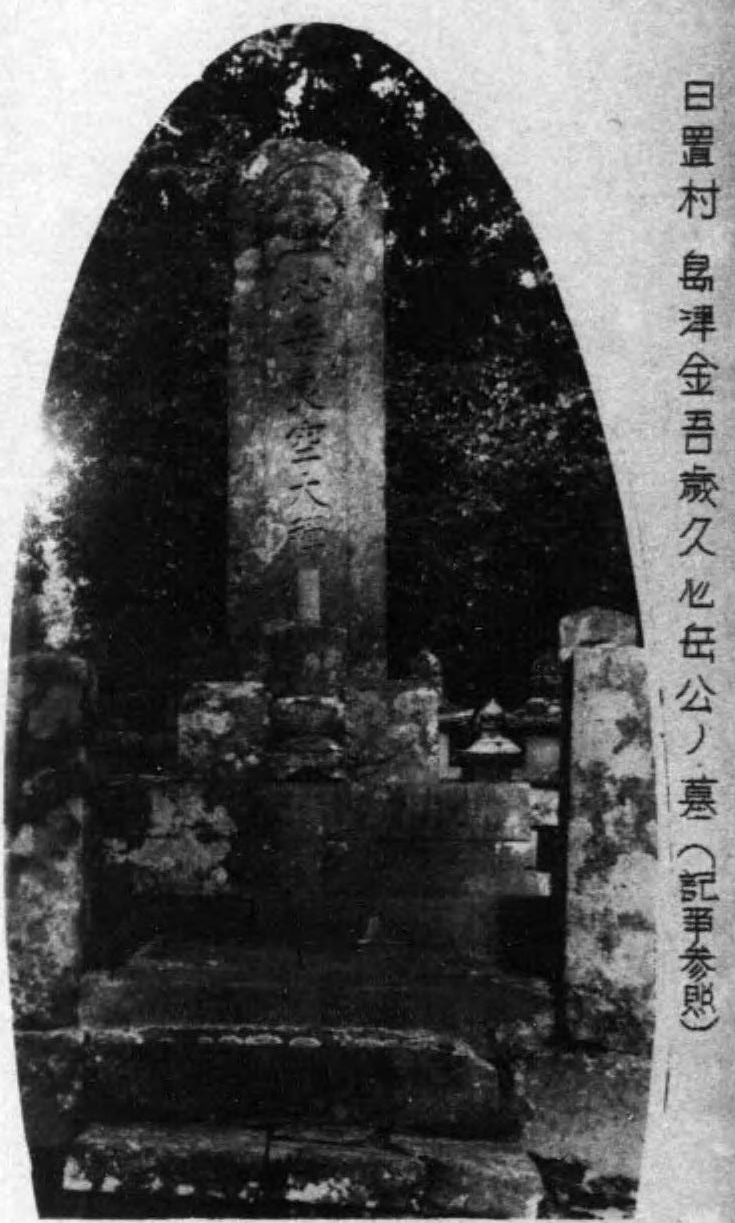
島津金吾歳久心岳公の墓

1592年、秀吉の始めた朝鮮出兵（文禄の役）も病気（中風）を理由に出陣しなかった。嘘ではなかったのだが、今回だけではなく普段から上記のように反抗的な態度を取り続けたことから、秀吉は朱印状を、義久、義弘、家久には与えたが、歳久には出していない。これは豊臣秀吉による島津氏を分断する意図であったと思われるが、これ以後も、島津氏は長兄義久から本当に独立してしまった兄弟はいない。
それに加えて、同年に島津氏の家臣が無断で秀吉の籠に矢をいかけ、自分の意に反し秀吉の怒りを一手に買うことになり、兄・義久は、やむを得ず、歳久のもとに追討軍を送ることを決断する。
自分の兵を失うは薩摩島津の兵を失うことと、初陣ゆかりの岩剣神社に向け出港した。
付き従うは二十七人。小舟船足は遅くやがて追討軍に捕捉される歳久は、現在の「平松神社」鳥居付近に上陸、その場を、最後の場と定め切腹を決意し、追跡してきた町田久倍率いる上意軍と戦うことになった。
また追手も太守の実弟ということで手が出せず、歳久にはもはや刀を握る力はなく、傍らにあった石を懐刀と見立て、「早う近づきて首を取れ」と言ったのち、家臣、原田甚次が首を取った。
享年56。歳久の自害のとき、従者二十七人が殉死、討手の者たちも皆槍や刀を投げ捨て、地に倒れ臥し声を上げて泣いたという。
亡骸を調べると義久に宛てた遺書と辞世の句が見つかり、そこには「私は病に侵され、太閤の前に出ることが出来なかったのであって、何らやましいところはない。しかし謀反を疑われた以上、島津家安泰のために切腹しようと思う。家臣たちは承服しがたいらしいので武士の本分を貫くべくやむをえず交戦するが、これは兄に対して弓を引こうというものではなく、また、付き従う兵には全く罪はないので残された家族に類が及ばぬように」という主旨の文がしたためられていたと伝わる。
辞世の歌は「晴蓑（せいさ）めが 魂（たま）のありかを 人問わば いざ白雲の 上と答へよ」。
首級は京都・一条戻橋に晒された後島津忠長によって盗み出され京都浄福寺に、遺体は帖佐の総禅寺に、それぞれ葬られ、霊は島津氏歴代の菩提寺・福昌寺にて供養された。また秀吉の没後、歳久最期の地に心岳寺を建立し霊を祭った。
歳久死後、娘婿・忠隣の嫡男・島津常久が跡を継いだ。その子孫は藩政時代を通して日置領9000石を領したために日置島津家と称され、維新に至り男爵に叙された。

## 人物

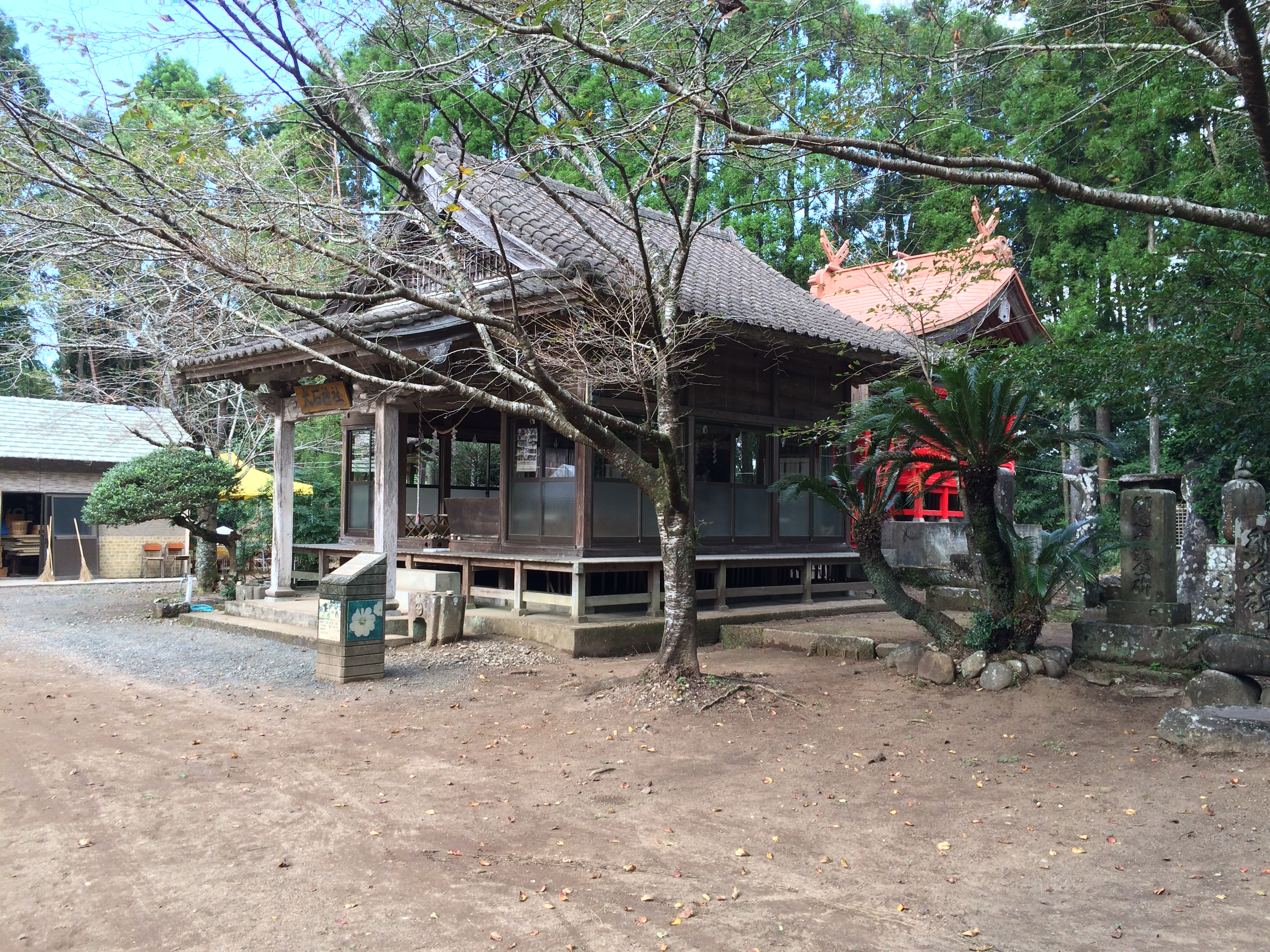
大石神社（さつま町中津川）

- 酒豪であったといわれ、家中内の酒宴などでは下戸と伝わる兄・義久に代わり家臣の杯を受けることも多かったといわれる。しかし晩年は中風を患い、後述するように自害の際もそれが原因で難儀している。
- 前述のとおり、島津家中では豊臣秀吉を脅威とする数少ない人物の一人であった。だが皮肉なことに、最終的には反秀吉の最も強硬派の一人となる。
- 自害の折中風により刀を握ることが出来ず、傍らの石を持って割腹せんとして苦痛を味わったとも伝えられている[1]。この際に「女もお産の時に苦しい思いをするであろう。自分の死後はそういった女の苦しみを救ってやろう」と言ったともされており、平松神社には「戦の神」として以外に「安産の神」としても信仰されている[1]。またこの故に「お石様」とも呼ばれるようになった。
- 歳久が死ぬまで領した祁答院領は都城島津家の北郷時久が入り[7]、さらには島津貴久の三弟である尚久の息子忠長（宮之城島津家）が領して維新を迎えることになったが、現在でも旧祁答院領(鹿児島県さつま町)の住民の歳久に対する思い入れは深く、「島津金吾左衛門督歳久（金吾様）」を祀る神社が町内の各地に見られる。特に旧薩摩町中津川地区にある『大石神社』では、毎年9月18日前後の秋季例大祭において「金吾様踊り」が奉納され、祭礼当日は多くの人で賑わいを見せている。
- 旧薩摩藩内ではその生き様から多くの藩士の崇拝を受け、妙円寺詣りと同様に心岳寺詣りも盛んに行われた。また幕末に安政の大獄にて錦江湾海上に追い詰められた西郷隆盛が、自身の覚悟として小舟の上で同乗していた僧月照に歳久の故事を語った後、心岳寺の方角へと手を合わせ闇夜の海に身を投じたともいわれる。

## 島津義久・義弘の追悼の和歌
- 島津義久
  - 岩木まで 蔭ふる寺を 来てみれば 雪の深山ぞ 思ひやらるる[1]
  - 住み馴れし 跡の軒端を 尋ねてきて 雫ならねど 濡るる袖かな[1]
  - 写し絵に 写しおきても 魂は かえらぬ道や 夢の浮橋[1]
- 島津義弘
  - 夕浪に 月と雪とを 待ちとらば いづくはありと 磯の山寺[1]
  - み佛を 頼むものゆえ 袖に散る あられの玉を 手向けにやせむ[1]

## 家臣・陪臣
- 鎌田政金（囚獄左衛門）
- 木脇祐定
- 木脇祐春（民部丞）
- 遠矢良時
- 本田四郎左衛門
- 上床新助